# ألبرت ياغوي
ألبرت ياغوي (بالإسبانية: Albert Yagüe) هو لاعب كرة قدم إسباني في مركز الهجوم، ولد في 27 مارس 1985 في فيلاسار دي مار في إسبانيا. لعب مع أتليتيكو بالياريس وإسبانيول ب وإسبانيول وكولتورال ليونيسا ونادي إيبار ونادي بادالونا ونادي دينامو تبليسي ونادي سان أندرو ونادي كاستييون ونادي مليلية.

## وصلات خارجية
- ألبرت ياغوي على موقع قاعدة بيانات كرة القدم.إي يو (الإنجليزية)
- ألبرت ياغوي على موقع Soccerway.com (الإنجليزية)